# Passo della Forcella (Liguria)
Il passo della Forcella è un passo appenninico nella città metropolitana di Genova a 875 m di altitudine  che unisce la valle Sturla e la val d'Aveto, attraverso i comuni di Borzonasca e Rezzoaglio.

## Descrizione

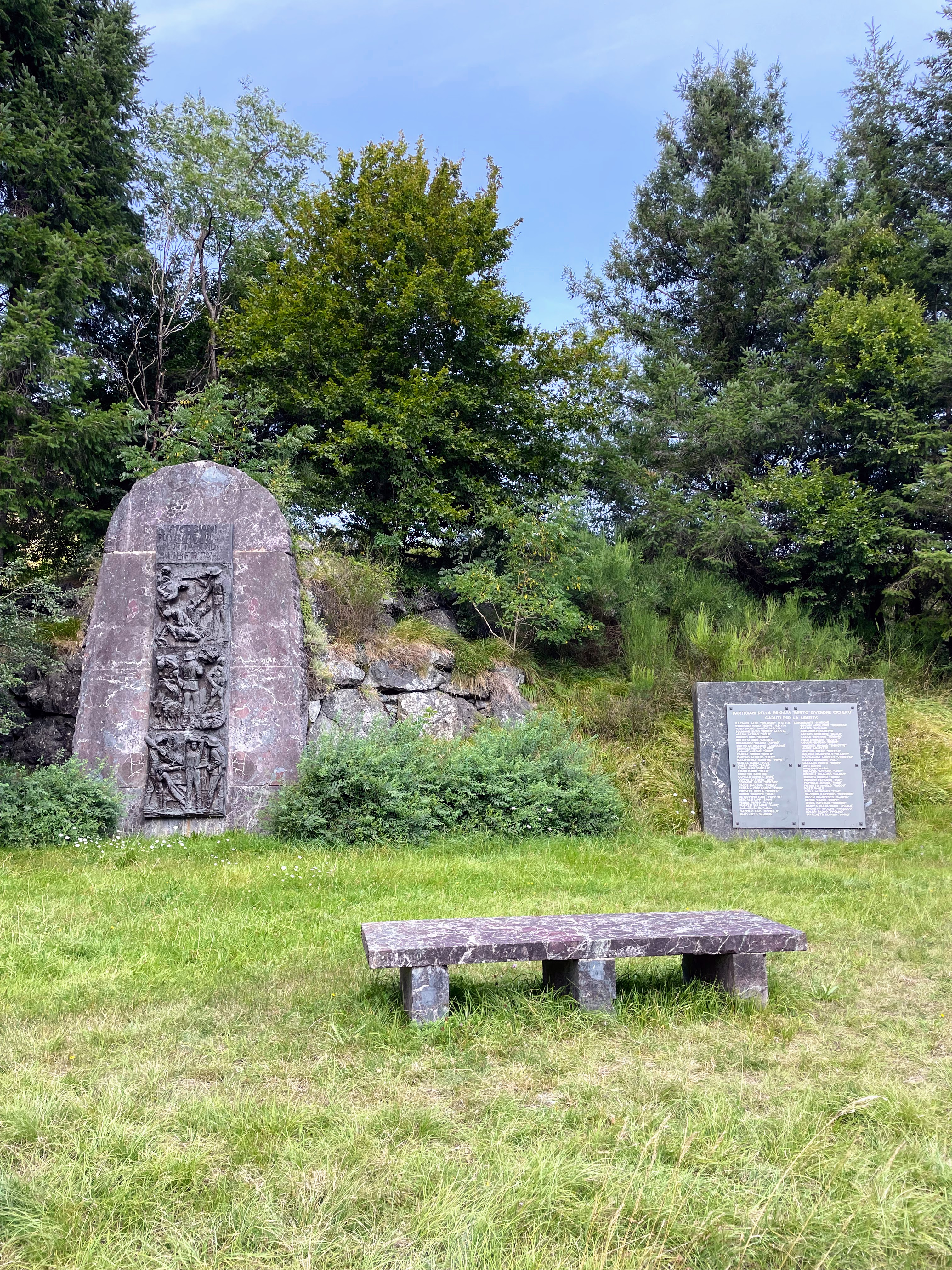
Il monumento e cippo commemorativo ai partigiani della Resistenza

Costituisce parte integrante della strada statale 586 che conduce dal mare alla pianura Padana, da Chiavari alla provincia di Piacenza, attraverso i territori dell'entroterra ligure di levante ed i territori di Bobbio.
Nel medioevo era punto di passaggio meno frequentato per via dell'ultimo tratto sul lato di Borzonasca, molto impervio e scosceso, ed erano più utilizzati i passaggi che dal monte Ramaceto e la Ventarola entravano in val d'Aveto oppure il monte Bozale ed il passo di Biscinelle o del Predelame che conducevano alle odierne frazioni rezzoagliesi di Villa Cella o a Magnasco.
La strada 586, superando il tratto scosceso, ha consentito il passaggio nel punto più basso del crinale.
Al passo della Forcella è collocata una cappelletta dedicata alla Madonna delle Rocche, luogo di devozione per i viandanti, e su un piccolo pendio ai lati della strada la scultura bronzea e marmorea di Nicola Neonato (collocata nel 1985) dedicata ai locali partigiani caduti nella resistenza.
Punto di passaggio dell'Alta Via dei Monti Liguri è collocato sul crinale spartiacque Tirreno-Adriatico; da qui facili escursioni al monte Cavallo e al monte Bozale.